# Chiesa di San Giovanni Nepomuceno Martire (Rovigo)
La chiesa di San Giovanni Nepomuceno Martire è un edificio religioso sito a Fenil del Turco, frazione del Comune di Rovigo, non lontano dall'argine destro del Canalbianco. 
Realizzata nella seconda parte del XVII secolo in sostituzione di un precedente capitello votivo sempre dedicato al santo patrono della Boemia, fu a lungo suffraganea alla vicina chiesa parrocchiale di Sant'Apollinare per poi venire elevata essa stessa, dagli anni cinquanta del XX secolo, a sede parrocchiale, amministrativamente inserita nel vicariato di Rovigo parte della diocesi di Adria-Rovigo.

## Storia
Dalla cronaca delle visite pastorali nell'allora diocesi di Adria, in quella del 1911 ad opera del vescovo Tommaso Pio Boggiani si riporta la notizia della presenza di una cappella gentilizia fatta erigere dai Priuli, famiglia della nobiltà veneziana che aveva acquisito terreni in Polesine, sull'argine del canale Castagnaro (oggi estinto), dedicato a san Giovanni Nepomuceno. La struttura, benché di proprietà della famiglia patrizia, era concesso all'uso di oratorio ai dipendenti e abitanti della zona, essendo scomodo recarsi alla chiesa di Sant'Apollinare, distante qualche chilometro, parrocchia a quel tempo sotto la giurisdizione dell'arcidiocesi di Ravenna.
L'edificio, già presente fino alla metà del XVII secolo, venne ristrutturato e ampliato da un altro nobile veneziano, Pietro Badoer, trasformandola in una piccola chiesa condividendone l'uso, come fece il suo predecessore, alla popolazione della Selva Veneziana (parte della Transpadana ferrarese). Di tale chiesa, che mantenne la precedente dedicazione al santo boemo, se ne conosce anche la data di edificazione, presente nella documentazione dell'archivio parrocchiale di Sant'Apollinare, che dopo averne ricevuto autorizzazione dalla curia arcivescovile alla costruzione in data 10 dicembre 1671, fu completata l'anno successivo.
Inizialmente priva di torre campanaria, questa fu realizzata nel corso del XVIII secolo sul lato sinistro dell'edificio, riproponendo nel disegno le linee architettoniche della parrocchiale di Sant'Apollinare.
La struttura rimase ancora alle dipendenze dell'Arcivescovo di Ravenna fino al 1º maggio 1818, quando papa Pio VII emise la bolla De salute Dominici gregis, documento che avviò un riordinamento ecclesiastico del Veneto, e la chiesa, così come la parrocchia di Sant'Apollinare, ne seguì le sorti così come quella di Crespino confluendo nella diocesi di Adria. Dalla documentazione sulla visita pastorale del 1º febbraio 1885 da parte dell'allora vescovo di Adria, insidiatosi qualche anno prima, monsignor Antonio Polin, si apprende anche che la proprietà del terreno su cui era edificata mutò negli anni, passando dalla famiglia Badoer ai Priuli, poi ai Persico e per ultima alla famiglia Marangoni, che con regolare atto notarile lo cedette alla chiesa arcipretale di Sant'Apollinare.
Rimasta questa sussidiaria fino alla metà del XX secolo, nel 1951 iniziarono le pratiche per staccarsi da Sant'Apollinare richiedendo l'istituzione di una nuova parrocchia che, assumendo la dedicazione della chiesa, venne istituita in data 1º gennaio 1956 dal vescovo Guido Maria Mazzocco, il cui riconoscimento civile avvenne nel 1958 per decreto del Presidente della Repubblica.

## Descrizione
La chiesa si trova nell'abitato di Fienil del Turco, affacciata alla strada comunale che congiunge la frazione con Sant'Apollinare intersecandosi con la SP 74, e mostra orientamento verso nord-est. 

### Esterni
La semplice facciata a capanna è tripartita, rinserrata agli angoli da lesene d'ordine dorico su alti basamenti tra i quali centralmente si apre l'unico portale rettangolare, sormontato da un finestrone a lunetta. Al di sopra le lesene si congiungono a una cornice modanata che la separa superiormente dal frontone di foggia triangolare. I fronti laterali presentano due monofore a tutto sesto per lato mentre sul solo lato destro è presente un secondo ingresso.
La torre campanaria, a pianta quadrata, si trova in posizione arretrata sulla sinistra. La cella è singola e si apre con quattro finestre a monofora a tutto sesto con lesene d'angolo, che continua superiormente con un tamburo ottagonale, coperto da cupolino a cipolla con cuspide.

### Interni
La navata interna è unica, coperta da soffitto piano, separata dal presbiterio, leggermente rialzato di due gradini rispetto al piano della chiesa e che si apre su un arco a tutto sesto.

### Annotazioni
1. ↑  Dopo gli esiti della guerra di Ferrara (o del Sale), lo scolo Zucca divideva a quel tempo il territorio sotto il controllo della Repubblica di Venezia, a nord, indicato come Selva Veneziana, mentre a sud, indicato come la grande Selva ferrarese, sotto il controllo estense.

### Fonti
1. 1 2 3 4 5 6 7 8 9  Chiesa di San Giovanni Nepomuceno Martire, su BeWeB.
2. ↑   Piano di Assetto Idrogeologico Fissero-Tartaro-Canalbianco, su Sito istituzionale della regione Veneto. URL consultato il 19 aprile 2024 (archiviato dall'url originale il 23 agosto 2016).